# Aversion à l'iniquité
L'aversion à l'iniquité est la préférence pour la justice et la volonté de combattre les inégalités non-désirées. On retrouve l'étude de l'aversion à l'iniquité en économie, sociologie, psychologie et anthropologie.

## Études basées sur des humains
Bien qu'elle soit également présente en sociologie, la recherche sur l'aversion à l'iniquité a principalement lieu en économie. Elle débuta en 1978, quand des études suggérèrent que les humains seraient autant sensibles aux injustices allant dans leur sens que celles contre eux.
Une définition plus récente de l'aversion à l'iniquité fut développée par Fehr et Schmidt en 1999. Ils postulèrent que certaines personnes prennent des décisions en cherchant à minimiser l'iniquité des situations finales. Supposons que l'on ait un groupe d'individus {1,2, etc.,n} ayant chacun reçu une certaine somme d'argent xi (qui change donc selon les individus). L'utilité de l'individu i serait alors donnée par :
{\displaystyle U_{i}(\{x_{i},x_{j}\})=x_{i}-{\frac {\alpha _{i}}{n-1}}\times \sum {\max(x_{j}-x_{i},0)}-{\frac {\beta _{i}}{n-1}}\times \sum {\max(x_{i}-x_{j},0)},}
où α correspond au niveau de déplaisance de l'individu i pour des inégalités le désavantageant, et β au niveau de déplaisance de l'individu i pour des inégalités l'avantageant.

### Punir les réussites injustes et théorie des jeux
Fehr et Schmidt montrèrent que l'aversion à l'iniquité qui nous désavantage se manifeste par "une volonté de sacrifier une partie de son gain potentiel pour empêcher quelqu'un d'autre de recevoir un gain plus important". Selon eux, cette réaction "auto-destructrice" est essentielle afin de créer un environnement dans lequel on peut développer la négociation et le dialogue. Sans ce rejet de l'injustice, il serait plus difficile de maintenir une coopération stable (il y aurait par exemple plus de situations propices au phénomène de passager clandestin).
James H. Fowler et ses collègues défendent également l'idée que l'aversion à l'iniquité est primordiale afin de développer la coopération dans un cadre multilatéral (et pas seulement bilatéral). Ils montrent en particulier que, dans les jeux à revenu aléatoire (très proches du jeu des biens publics), les sujets sont souvent enclins à dépenser leur propre argent afin de réduire le revenu des plus riches et d'augmenter le revenu des plus pauvres, même quand la coopération ne donne pas droit à une quelconque récompense. Ainsi, les individus ayant un comportement de passager clandestin vont souvent être sanctionnées car elles gagnent plus.

### Économie expérimentale
L'aversion à l'iniquité est largement en accord avec les comportements observés dans trois jeux standards en économie expérimentale :
- Jeu du dictateur : le sujet choisit la manière dont une récompense devrait être partagée entre lui et un autre individu (celui qui décide est pour cette raison appelé "dictateur"). Il peut faire un choix tourné uniquement vers lui en choisissant de tout prendre et de ne rien laisser à l'autre. Cette décision est la plus souvent choisie, mais on observe pourtant que plusieurs "dictateurs" choisissent de donner, le deuxième choix le plus fréquent étant le partage à 50-50.
- Jeu de l'ultimatum : il s'agit de la même configuration que le jeu du dictateur, mais cette fois l'autre individu peut mettre un veto, ce qui fait que les deux joueurs ne recevront rien. Le deuxième joueur met donc son veto quand il estime que l'offre faite par le dictateur n'est pas assez élevée. En général, les gens préfèrent faire en sorte que l'autre (et donc eux-mêmes) ne gagne rien plutôt que de recevoir une portion trop faible. En un sens, il s'agit donc de payer pour punir le dictateur.
- Jeu de confiance (Trust game en anglais) : dans ce jeu, le deuxième joueur choisit un montant à donner au dictateur, montant qui sera triplé par la personne menant l'expérience. On retrouve ensuite le fonctionnement du jeu du dictateur. Le partenaire a donc le choix de ne rien donner (s'il pense qu'il ne va rien récupérer après) ou de donner une grande dotation au dictateur. En général, le dictateur partage encore à 50-50 avec le deuxième joueur, ce qui semble confirmer le modèle d'aversion à l'iniquité.

En 2005, John List modifia légèrement ces expériences afin de savoir si les résultats n'étaient déterminés que par certaines caractéristiques des expériences. Ainsi, donner la possibilité de voler ne serait-ce qu'un dollar à l'autre personne ne fit pas disparaître l'altruisme. Dans une autre expérience, on donne aux deux joueurs un certain montant et on leur donne la possibilité de prendre une partie du montant de l'autre personne, ou au contraire de lui donner une partie de son propre montant. Dans cette expérience, seulement 10% des participants donnèrent de l'argent à l'autre (quel que soit le montant) et 40% choisirent de prendre l'intégralité du montant de l'autre personne.
La dernière de ces expériences était quasiment identique à la précédente, avec seulement une différence : le montant donné à chacun des deux joueurs étaient dans une enveloppe rembourrée (ce qui ne permettait pas de savoir si le montant était élevé ou non). Dans cette expérience, plus des deux tiers des joueurs ne prirent ni ne donnèrent un seul centime, alors qu'environ 20% continuèrent à prendre une partie du montant de l'autre.

### Études au sein des entreprises
Des sondages réalisés sur des employés au sein des entreprises ont montré aux économistes du travail que l'aversion à l'iniquité est importante pour eux. Les salariés comparent entre eux leurs salaires mais également leur productivité. Ces comparaisons peuvent provoquer de la jalousie ou de la culpabilité, ce qui fait baisser le moral du salarié. Selon Bewley (1999), la raison principale pour laquelle les managers créent des structures de salaire formelles est que cela est considéré comme "plus juste" par les salariés, ce qui essentiel afin qu'ils restent productifs.
Intuitivement, on peut penser que l'aversion à l'iniquité peut mener à une plus grande solidarité, ce dont bénéficie chaque employé. Cependant, un article de 2008 écrit par Pedro Rey-Biel montre que cette supposition peut être fausse, car un employeur peut utiliser l'aversion à l'iniquité afin de faire travailler plus pour un salaire qui serait considéré comme trop faible dans une situation normale. En effet, il s'agit de laisser de côté les structures de paiement formelles et de mettre en place des bonus ajustés aux performances afin de pousser les employés à travailler plus. Il montre ainsi que le contrat optimal pour un employé averse à l'iniquité (dans une situation de production optimale) lui est moins favorable qu'un contrat dans une situation similaire pour un employé non-averse à l'iniquité.

### Critiques
En 2005, Avner Shaked attaqua le papier de Fehr et Schmidt dans son papier "The Rhetoric of Inequity Aversion". Il prolongea cette critique en 2010 avec Ken Binmore dans le Journal of Economics Behavior and Organization (la réponse de Fehr et Schmidt est d'ailleurs dans le même volume),,. Un des problèmes du modèle d'aversion à l'iniquité est le fait qu'il y ait des paramètres libres, ce qui ferait de la théorie standard un cas particulier de ce modèle. Ainsi, les paramètres obtenus empiriquement devraient donner un modèle au moins aussi bon que la théorie standard. Binmore et Shaked critiquèrent également le fait que les paramètres alpha et beta utilisés par Fehr et Schmidt ne sont pas des résultats empiriques mais ne sont que le fruit d'une hypothèse, ce qui explique leur corrélation parfaite.
Plus récemment, plusieurs articles ont cherché à estimer les paramètres d'aversion à l'iniquité de Fehr et Schmidt avec des techniques telles que le maximum de vraisemblance. Les résultats sont assez mitigés. Certains auteurs ont en effet trouvé que alpha est plus grand que beta, ce qui contredit l'hypothèse centrale du modèle de Fehr et Schmidt. D'autres ont trouvé que la distribution des alpha et des beta n'explique pas les résultats des expériences basées sur la théorie des jeux mieux que la théorie standard. Ils trouvent également que la valeur moyenne de alpha est bien inférieure à celle rapportée par Fehr et Schmidt. De plus, Levitt et List (2007) ont montré que les expériences en laboratoire tendent à exagérer l'importance des comportements altruistes car les sujets savent qu'ils sont contrôlés.
Une alternative au concept d'aversion générale à l'iniquité est l'hypothèse que le degré et la structure de l'inégalité pourrait mener soit à son acceptation, soit à son rejet.

## Études basées sur des animaux
Une expérience menée sur des capucins a montré que les sujets préfèrent ne rien recevoir plutôt que recevoir une récompense inéquitable favorisant grandement le deuxième singe, et orientent leur colère vers les chercheurs responsables de cette distribution inéquitable de nourriture. Certains anthropologues suggèrent que cela montre un caractère biologique et évolutionniste du "fair-play" chez les primates, bien que d'autres pensent qu'il ne s'agit que de comportement appris par l'observation ou venant d'autres mécanismes. Certains chimpanzés seraient également sensibles à l'aversion à l'iniquité, bien qu'une étude récente mette en doute cette interprétation.
L'étude la plus récente montre que les chimpanzés jouent le jeu de l'ultimatum de la manière que les enfants et préfèrent des issues équitables. Selon les auteurs, nous serions proches du point à partir duquel on ne pourrait plus distinguer l'Homme des singes au niveau de la perception de la justice. D'autres études suggèrent que certains animaux de la famille des canidés (comme les chiens) reconnaîtraient également un certain niveau de justice, ce qui découlerait du fait qu'ils vivent dans des sociétés coopératives.

## Aversion à l'iniquité sociale
Le modèle de Fehr et Schmidt peut expliquer de manière partielle le rejet général des inégalités économiques dans les démocraties, mais on devrait distinguer entre la "culpabilité" de l'aversion à l'iniquité et la "compassion" égalitariste, qui n'implique pas nécessairement de l'injustice.
De plus, il ne faut pas mélanger l'aversion à l'iniquité avec les arguments contre les conséquences des inégalités.